# Ministère du Dáil Éireann
 (mars 2019).
Si vous disposez d'ouvrages ou d'articles de référence ou si vous connaissez des sites web de qualité traitant du thème abordé ici, merci de compléter l'article en donnant les références utiles à sa vérifiabilité et en les liant à la section « Notes et références ».

Le ministère du Dáil Éireann (anglais : Ministry of Dáil Éireann, irlandais : Aireacht Dáil Éireann)  est le cabinet de la République irlandaise de 1919 à 1922. Le ministère est créé à l'origine par la constitution du Dáil, adoptée par le Premier Dáil en 1919, après avoir publié la déclaration d'indépendance de l'Irlande. Cette constitution prévoit un cabinet composé d'un chef du gouvernement, appelé Príomh Aire ou Président du Dáil Éireann, et de quatre autres ministres. La République irlandaise s'inspirant du système de gouvernement parlementaire, son cabinet est donc théoriquement nommé par le Dáil et relève de lui. En vertu de la constitution, le président est élu par le Dáil, tandis que les ministres restants sont nommés par le président, puis ratifiés par le Dáil. Le Dáil peut renvoyer à la fois le Cabinet dans son ensemble et des ministres individuels en adoptant une résolution. Les ministres peuvent également être révoqués par le président.
Un certain nombre de changements sont apportés au système ministériel après 1919. Le nombre de ministres est augmenté et, bien que la république d'Irlande ait été créée en 1919, elle n'avait pas de chef d'État explicite, le chef du ministère est renommé président de la République en 1921. Pendant une brève période, les membres du cabinet de ce président sont devenus des "secrétaires d'État" plutôt que des ministres. Lorsque le quatrième ministère a pris ses fonctions en 1922, après l'approbation du traité anglo-irlandais, avec Arthur Griffith à sa tête, les membres du cabinet ont de nouveau été qualifiés de ministres et Griffith a adopté le titre de président du Dáil Éireann.
Pendant une grande partie de l'année 1922, le ministère gouverne parallèlement au gouvernement provisoire, à une administration provisoire établie en vertu du traité anglo-irlandais, et la composition des deux cabinets se chevauche. En août 1922, après la mort respective de Collins, président du gouvernement provisoire, et de Griffith, président du Dáil Éireann, Cosgrave succède aux deux postes, et le ministère est en réalité identique au deuxième gouvernement provisoire. En décembre 1922, lors de la création de l’État libre d’Irlande, le Conseil exécutif de l’État libre d’Irlande remplace le ministère et le gouvernement provisoire.

## Liste des ministères
| Dáil | Élection/Formation | Ministère     | Président           | Parti | Parti                |
| ---- | ------------------ | ------------- | ------------------- | ----- | -------------------- |
| 1er  | 1918 election      | 1er ministère | Cathal Brugha       |       | Sinn Féin            |
|      | 1919               | 2e ministère  | Éamon de Valera     |       | Sinn Féin            |
| 2e   | Élections de 1921  | 3e ministère  | Éamon de Valera     |       | Sinn Féin            |
|      | 1922 (Jan)         | 4e ministère  | Arthur Griffith     |       | Sinn Féin pro-traité |
| 3e   | 1922 (Août)        | 5e ministère  | William T. Cosgrave |       | Sinn Féin pro-traité |